# Észak és Dél nővérei
Az Észak és Dél nővérei (eredeti cím: Mercy Street) 2016-os amerikai televíziós sorozat, amely az Amerikai polgárháború idején játszódik. A produceri munkálatokban Ridley Scott is részt vett, a főbb szerepekben Mary Elizabeth Winstead, Josh Radnor, Hannah James és McKinley Belcher III látható. A sorozatot a PBS hozta forgalomba.

## Cselekmény
Az amerikai drámasorozat, az Észak és Dél nővérei valós eseményeken alapul.  A történet 1862 tavaszán az elfoglalt Alexandriában, Virginiában kezdődik és a Mansion House kórházban megforduló nővérek, orvosok, csempészek, északi katonák, déli lojalisták és rabszolgák életét és kaotikus világát mutatja be a polgárháború csataterén túl.  A főszereplő két fiatal önkéntes nővér, akik a polgárháború ellentétes oldalán állnak: a New England-i abolicionista,megbízható Mary Phinney és a fiatal,naiv déli szépség, a konföderációt támogató Emma Green.  Az ő életüket követhetjük közelebbről is nyomon, ahogy példátlan kihívásokkal néznek szembe az Egyesült Államok egyik legviharosabb időszakában.

## Szereplők
- McKinley Belcher III   mint Samuel Diggs
- Suzanne Bertish mint Matron Brannan
- Leo Butz Norbert mint Dr. Byron Hale
- L. Scott Caldwell mint Belinda Gibson
- Gary Cole mint James Green, Sr.
- Jack Falahee mint Frank Stringfellow
- Peter Gerety mint Dr. Alfred Summers
- Shalita Grant mint  Aurelia Johnson (1. évad)
- Hannah James mint Emma Green
- Brad Koed mint James Green, Jr.
- Luke Macfarlane mint Henry Hopkins káplán
- Cameron Monaghan mint Tom Fairfax (1. évad)
- Donna Murphy mint Jane Green
- Josh Radnor mint Dr. Jed Foster
- AnnaSophia Robb mint Alice Green
- Tara Summers mint Anne Hastings
- Wade Williams mint Silas Bullen
- Mary Elizabeth Winstead mnit Mary Phinney
- Patina Miller mnit Charlotte Jenkins (2. évad)
- Brian F. O'Byrne mint Allan Pinkerton (2. évad)
- William Mark McCullough mint Larkin (2. évad)